# Бужин (Малопольське воєводство)
Бужин (пол. Burzyn) — село в Польщі, у гміні Тухув Тарновського повіту Малопольського воєводства.
Населення — 1290 осіб (2011).
У 1975—1998 роках село належало до Тарновського воєводства.

## Демографія
Демографічна структура станом на 31 березня 2011 року:
|          | Загалом | Допрацездатний вік | Працездатний вік | Постпрацездатний вік |
| -------- | ------- | ------------------ | ---------------- | -------------------- |
| Чоловіки | 638     | 160                | 416              | 62                   |
| Жінки    | 652     | 161                | 375              | 116                  |
| Разом    | 1290    | 321                | 791              | 178                  |